# Leptostylopsis martinicensis
Leptostylopsis martinicensis là một loài bọ cánh cứng trong họ Cerambycidae.